# 塚本幸一
塚本 幸一（つかもと こういち、1920年9月17日 - 1998年6月10日）は日本の実業家。ワコール創業者。日本会議初代会長。

## 略歴
- 1920年（大正9年） - 繊維問屋を営む父・粂次郎、母・信の長男として、宮城県仙台市に生まれた。両親は近江商人の中でも名門として知られた[1]。
- 1938年（昭和13年） - 滋賀県立八幡商業学校（現滋賀県立八幡商業高等学校）卒業。兵役まで家業を手伝う。
- 1944年（昭和19年） - インパール作戦に従軍。
- 1946年（昭和21年） - 復員当日、創業。和江商事（ワコールの前身）創設。アクセサリー販売を行う。
- 1949年（昭和24年） - 京都百貨見本市でブラジャーを出品。和江商事株式会社設立。代表取締役社長に就任。
- 1951年（昭和26年） - 京都の縫製業者、木原工場と和江商事を合併。専務に就任。
- 1952年（昭和27年） - 再び社長に就任。
- 1957年（昭和32年） - 社名をワコールへ変更。
- 1964年（昭和39年） - ワコール株式上場。
- 1983年（昭和58年） - 京都商工会議所会頭就任。
- 1985年（昭和60年） - 米国や中国など海外進出を拡大[2]。
- 1987年（昭和62年） - ワコール社長を退任。
- 1990年（平成2年） - 勲二等瑞宝章受章
- 1997年（平成9年） - 日本会議初代会長に就任。

## エピソード
TVドラマ『西部警察』、日本全国縦断ロケ、PART-III第49話「京都・幻の女殺人事件－京都篇－」において本人役で出演している。